# Giulio Orsini
Pour les articles homonymes, voir Orsini.
Giulio Orsini (mort en 1517), membre de la famille Orsini est un Condottiere italien de la Renaissance.

## Biographie
Dans les années 1480, Giulio Orsini se bat aux côtés de son frère Paolo contre leurs grands rivaux les Colonna dans le Latium. 
En 1494, il combat les troupes françaises de Charles VIII de France à Rome.
Il est ensuite au service de César Borgia dans sa conquête de la Romagne.
Il n'a pas participé à la Congiura di Magione (1502) contre César Borgia mais cela n'a pas empêché le pape Alexandre VI de l'avoir assiégé dans Ceri au début de l'année 1503. Orsini céda et rentra à Rome après la mort d'Alexandre. 
En 1511 il était présent à la réconciliation de la famille Orsini avec les Colonna.